# Pericle Felici
Pericle Felici (Segni, Província de Roma, 1 de Agosto 1911 - Foggia, 22 de Março de 1982) foi um cardeal da Igreja Católica Romana.

## Vida
Pericle Felici recebeu sua educação teológica e filosófica em Segni e Roma . Ele recebeu em 28 de outubro de 1933, o sacramento da Ordem e depois trabalhou como professor universitário em Roma. Em 1940, o Papa Pio XII concedeu-lhe . o título de secretário secreto de Sua Santidade . De 1947 a 1960, Pericle Felici trabalhou como auditor do Tribunal da Rota Romana . De 1950 a 1959, ele foi diretor espiritual do Seminário Pontifical Romano, Em 1960, tornou-se secretário geral da Comissão para a preparação do Concílio Vaticano II .
Em 3 de setembro de 1960, Pericle Felici, do papa João XXIII. nomeado arcebispo titular de Samósata. A ordenação episcopal doou-lhe o Papa em 28 de outubro de 1960 coconsecrators foram Arcebispo Diego Venini, capelão de Sua Santidade, e Benigno Carrara, Bispo de Imola . Felici serviu como Secretário Geral do Concílio Vaticano II . Papa Paulo VI. levou-o em 1967 como cardeal diácono com o título dia Sant'Apollinare all Terme Neroniane-Alessandrineno Colégio dos Cardeais e nomeou-o Presidente da Pontifícia Comissão para a Interpretação de Documentos do Concílio Vaticano II . Em 1977 foi nomeado Prefeito do Supremo Tribunal da Signatura Apostólica . Pericle Felice veio em 1978 como um cardeal diácono a honra, depois dos dois conclaves do ano, com o Habemus Papam a eleição de João Paulo I e João Paulo II. O chefe da Igreja Católica da loggia bênção da Basílica de São Pedropara anunciar. Após a morte de Paulo VI. Em agosto de 1978, ele também foi considerado um papado .  Em 1979 foi mantendo a sua igreja titular de Cardinal Priest pro hac vice cobrado.
Pericle Felici morreu em 22 de março de 1982 em Foggia e foi enterrado em sua terra natal.

## Ligação externa
- Salvador Miranda. fiu.edu – The Cardinals of the Holy Roman Church (em inglês). Universidade Internacional da Flórida http://cardinals.fiu.edu/ Em falta ou vazio |título= (ajuda)
- Cheney, David M. «Pericle Felici» (em inglês). Catholic-Hierarchy.org